# Persone di cognome De Luca
| Questa pagina contiene informazioni ricavate automaticamente dalle voci biografiche con l'ausilio del template Bio e di un bot. L'aggiornamento è periodico e automatico e ricostruisce completamente la pagina. Se manca una persona in questa lista, sei pregato di non aggiungerla, ma accertati piuttosto che la sua voce biografica contenga il template Bio e che i dati anagrafici siano correttamente compilati. Se il template Bio manca, inseriscilo tu stesso o, in alternativa, metti l'avviso {{tmp\|Bio}} che ne segnala la mancanza. Se i dati riportati sono sbagliati, correggi direttamente la voce biografica; le modifiche saranno visibili in questa lista entro pochi giorni. Per chiarimenti vedi il progetto antroponimi. La lista contiene solo le 79 persone che sono citate nell'enciclopedia e per le quali è stato implementato correttamente il template Bio. Pagina aggiornata al 21 gen 2025. |

Questa è una lista di persone presenti nell'enciclopedia che hanno il cognome De Luca, suddivise per attività principale.

## Architetti(1)
- Giulio De Luca, architetto, urbanista e docente italiano (Napoli, n. 1912 - Napoli, † 2004)

## Attori(5)
- Alan De Luca, attore, comico e trasformista italiano (Napoli, n. 1955)
- Pupo De Luca, attore e musicista italiano (Milano, n. 1926 - Lanzarote, † 2006)
- Dario De Luca, attore, regista teatrale e drammaturgo italiano (Cosenza, n. 1968)
- Luciano De Luca, attore italiano (Pescara, n. 1961)
- Vanni De Luca, attore e scrittore italiano (Milano, n. 1988)

## Attrici(2)
- Anna Maria De Luca, attrice e regista italiana (Spezzano Albanese, n. 1955)
- Lorella De Luca, attrice italiana (Firenze, n. 1940 - Civitavecchia, † 2014)

## Avvocati(2)
- Francesco De Luca, avvocato, politico e patriota italiano (Cardinale, n. 1811 - Napoli, † 1875)
- Ippolito Onorio De Luca, avvocato, giornalista e politico italiano (Agrigento, n. 1849 - Palermo, † 1913)

## Baritoni(1)
- Giuseppe De Luca, baritono italiano (Roma, n. 1876 - New York, † 1950)

## Bassisti(1)
- Rob De Luca, bassista e compositore statunitense

## Calciatori(5)
- Giuseppe De Luca, calciatore italiano (Angera, n. 1991)
- Graziano De Luca, ex calciatore italiano (Orvieto, n. 1952)
- Gustavo De Luca, ex calciatore argentino (Buenos Aires, n. 1962)
- Manuel De Luca, calciatore italiano (Bolzano, n. 1998)
- Pasquale De Luca, ex calciatore canadese (Edmonton, n. 1962)

## Calciatrici(2)
- Denise De Luca, calciatrice italiana (n. 1992)
- Valentina De Luca, calciatrice italiana (n. 1984)

## Cardinali(1)
- Antonio Saverio De Luca, cardinale e arcivescovo cattolico italiano (Bronte, n. 1805 - Roma, † 1883)

## Cavalieri(1)
- Lorenzo De Luca, cavaliere italiano (Lecce, n. 1987)

## Cestiste(2)
- Franca De Luca, ex cestista italiana
- Chiara De Luca, ex cestista italiana (Chieti, n. 1984)

## Chimici(1)
- Sebastiano De Luca, chimico, naturalista e politico italiano (Cardinale, n. 1820 - Napoli, † 1880)

## Clavicembalisti(1)
- Fernando De Luca, clavicembalista, organista e compositore italiano (Roma, n. 1961)

## Danzatori(1)
- Umberto De Luca, ballerino e coreografo italiano (Napoli, n. 1966)

## Dirigenti d'azienda(1)
- Sergio De Luca, dirigente d'azienda italiano (Zungoli, n. 1950)

## Doppiatrici(1)
- Lorella De Luca, doppiatrice italiana (Monza, n. 1964)

## Economisti(1)
- Mario De Luca, economista italiano (Napoli, n. 1908 - Napoli, † 1980)

## Fotografi(1)
- Augusto De Luca, fotografo italiano (Napoli, n. 1955)

## Fumettisti(3)
- Antonio De Luca, fumettista italiano (Torino, n. 1944)
- Gianni De Luca, fumettista, illustratore e pittore italiano (Gagliato, n. 1927 - Roma, † 1991)
- Giuseppe De Luca, fumettista italiano (Casarano, n. 1963)

## Giocatori di calcio a 5(1)
- Massimo De Luca, giocatore di calcio a 5 italiano (Napoli, n. 1987)

## Giornaliste(1)
- Laura De Luca, giornalista italiana (Roma, n. 1957)

## Giornalisti(3)
- Fausto De Luca, giornalista italiano (Napoli, n. 1928 - Roma, † 1984)
- Massimo De Luca, giornalista, conduttore radiofonico e conduttore televisivo italiano (Roma, n. 1950)
- Maurizio De Luca, giornalista e scrittore italiano (Firenze, n. 1943 - Roma, † 2014)

## Giuristi(1)
- Giovanni Battista De Luca, giurista e cardinale italiano (Venosa, n. 1614 - Roma, † 1683)

## Hockeisti su ghiaccio(1)
- Tommaso De Luca, hockeista su ghiaccio italiano (Aosta, n. 2004)

## Ingegneri(1)
- Dario De Luca, ingegnere e politico italiano (Potenza, n. 1956)

## Marciatori(1)
- Marco De Luca, marciatore italiano (Roma, n. 1981)

## Militari(1)
- Alfredo De Luca, militare e aviatore italiano (Roma, n. 1909 - Dukan, Etiopia, † 1936)

## Pallavoliste(1)
- Barbara De Luca, ex pallavolista italiana (Sarzana, n. 1975)

## Pallavolisti(1)
- Francesco De Luca, pallavolista italiano (Fondi, n. 1986)

## Partigiani(1)
- Raffaele De Luca, partigiano italiano (San Benedetto Ullano, n. 1874 - Roma, † 1949)

## Patrioti(1)
- Antonio Maria De Luca, patriota e presbitero italiano (Celle di Bulgheria, n. 1764 - Salerno, † 1828)

## Pentatleti(1)
- Riccardo De Luca, pentatleta italiano (Roma, n. 1986)

## Pianisti(1)
- Nando De Luca, pianista, arrangiatore e compositore italiano (Milano, n. 1940)

## Pittori(1)
- Elio De Luca, pittore italiano (Pietrapaola, n. 1950)

## Poeti(1)
- Bonifacio De Luca, poeta italiano (Latronico, n. 1727 - Latronico, † 1798)

## Politiche(1)
- Cristina De Luca, politica italiana (Roma, n. 1954)

## Politici(11)
- Angelo De Luca, politico italiano (Casalincontrada, n. 1904 - Chieti, † 1975)
- Athos De Luca, politico italiano (Siena, n. 1946)
- Carlo De Luca, politico italiano (Cerreto d'Esi, n. 1888 - † 1958)
- Cateno De Luca, politico italiano (Fiumedinisi, n. 1972)
- Francesco De Luca, politico e giurista italiano (Barcellona Pozzo di Gotto, n. 1800 - Messina, † 1854)
- Francesco De Luca, politico italiano (Napoli, n. 1961)
- Luca De Luca, politico italiano (Catanzaro, n. 1908 - † 1987)
- Michele De Luca, politico italiano (Parghelia, n. 1938)
- Piero De Luca, politico italiano (Cava de' Tirreni, n. 1980)
- Vincenzo De Luca, politico italiano (Forino, n. 1948)
- Vincenzo De Luca, politico italiano (Ruvo del Monte, n. 1949)

## Presbiteri(1)
- Giuseppe De Luca, presbitero, editore e saggista italiano (Sasso di Castalda, n. 1898 - Roma, † 1962)

## Pugili(1)
- Giovanni De Luca, ex pugile italiano (San Sebastiano al Vesuvio, n. 1954)

## Rapper(1)
- Gemitaiz, rapper e produttore discografico italiano (Roma, n. 1988)

## Religiosi(1)
- Francesco Maria De Luca, religioso e arcivescovo cattolico italiano (Ponticelli, n. 1754 - L'Aquila, † 1839)

## Scrittori(4)
- Erri De Luca, scrittore, giornalista e poeta italiano (Napoli, n. 1950)
- Lorenzo De Luca, scrittore e sceneggiatore italiano (Roma, n. 1966)
- Pasquale De Luca, scrittore italiano (Sessa Aurunca, n. 1865 - Milano, † 1929)
- Vittorio De Luca, scrittore, saggista e autore televisivo italiano (Giulianova, n. 1934)

## Scultori(1)
- Luigi De Luca, scultore italiano (Napoli, n. 1857 - Napoli, † 1938)

## Sollevatori(2)
- Giorgio De Luca, ex sollevatore italiano (Palermo, n. 1984)
- Sergio De Luca, ex sollevatore sammarinese (n. 1955)

## Vescovi cattolici(4)
- Antonio De Luca, vescovo cattolico italiano (Torre del Greco, n. 1956)
- Benedetto De Luca, vescovo cattolico italiano (Venezia, n. 1684 - Treviso, † 1750)
- Gianfranco De Luca, vescovo cattolico italiano (Atri, n. 1949)
- Luca Nicola De Luca, vescovo cattolico italiano (Ripalimosani, n. 1734 - Napoli, † 1826)

## Senza attività specificata(1)
- Iginio De Luca, italianista e traduttore italiano († 1996)